# Тариту
Та́риту (эст. Taritu) — деревня в волости Сааремаа уезда Сааремаа, Эстония. 
До 2014 года деревня была в составе волости Люманда. В 2014—2017 годах (до административной реформы местных самоуправлений) входила в состав волости Ляэне-Сааре.
Согласно историческому административному делению относилась к приходу Кихельконна.

## География и описание
Расположена на острове Сааремаа, в 22 километрах к западу от уездного и волостного центра — города Курессааре. Высота над уровнем моря — 13 метров.
Климат умеренный. Официальный язык — эстонский. Почтовый индекс — 65036.

## Население
По данным переписи населения 2021 года, в Тариту насчитывалось 23 жителя, все — эстонцы.
По данным переписи населения 2011 года, в деревне проживали 32 человека, также все — эстонцы.
Численность населения деревни Тариту по данным Департамента статистики Эстонии:
| Год  | 2000 | 2011 | 2017 | 2018 | 2019 | 2020 | 2021 |
| ---- | ---- | ---- | ---- | ---- | ---- | ---- | ---- |
| Чел. | 36   | ↘ 32 | ↘ 22 | ↗ 24 | ↗ 29 | ↗ 32 | ↘ 23 |

## Инфраструктура
В деревне есть народный дом и библиотека, которая была основана в 1923 году. В настоящее время они работают в здании бывшей школы, действовавшей в деревне с 1927 года. В Народном доме работают кружки по интересам: театральный кружок, кружок народного танца, певческий кружок бабушек-дедушек.
Рядом со школьным зданием установлен памятный знак выпускникам школы, погибшим  во Второй мировой войне. Текст на памятнике гласит: «Храня красу отечества, сражаясь против врагов, пали... » (эст. Isamaa ilu hoieldes, vaenlase vastu võideldes, varisesid…) — далее следуют имена погибших. Летом 1993 года было решено установить на памятнике дополнительную табличку с именами погибших солдат, воевавших в составе немецко-фашистских войск.
Важнейшим событием в деревне является Праздник песни, который проводится каждое лето с 1951 года. В нём участвуют жители не только Тариту, но и окрестных деревень: Коймла, Коки, Котланди, Риксу, Лахетагузе, Тоомалыука и Лымала.

## История
В письменных источниках 1645 года упоминается Darrite Claß, 1826 года — Tarrito (три хутора), 1900 года — деревня Тарито.
На военно-топографических картах Российской империи (1846–1880 годы), в состав которой входила Лифляндская губерния, обозначен населённый пункт Таррито.
В 1977–1997 годах Тариту официально была частью деревни Коймла.

## Известные личности
В деревне Тариту родился Лаури Леэзи — эстонский педагог, в 1992—2018 годах — директор Таллинского французского лицея, офицер Ордена академической Пальмовой ветви, кавалер ордена Белой звезды и ордена Почётного легиона.